# Участие Болгарии в операции «Дунай»
Участие Болгарии в операции «Дунай» осуществлялось силами болгарских 12-го и 22-го мотострелковых полков. Численность военнослужащих в этих полках на момент вторжения составляла 2164 человек, при выходе из Чехословакии — 2177 человек. Также в операции принял участие один болгарский танковый батальон в составе 26 машин Т-34.
Процентное соотношение болгарского участия к общему количеству союзных войск, вооружения и техники: личный состав — 0,6 %; танки — 0,43 %. Болгарские ВВС не участвовали в операции.
29 июля 1968 года после 20-часового ускоренного марша в составе 128-й гвардейской МСД Советской Армии 12-й болгарский МСП получил приказ: захватить два областных центра в Словакии — г. Банска-Бистрица и г. Зволен, разоружить размещенные здесь части ЧНА и установить контроль над ключевыми военными и административно-политическими объектами. В этот же день руководство 7-й воздушно-десантной дивизии Советской Армии, оказывая высокое доверие болгарским частям, отдаёт приказ 22-му болгарскому МСП организовать охрану аэродромов «Розине» и «Водоходи» близ чехословацкой столицы. 21 августа 1968 года 22-й МСП занимает без инцидентов оба аэродрома. В этот же день после 38-часового марша на 414 км 12-й болгарский МСП принимает намеченные объекты от 122-го советского МСП в Банской-Бистрице и 127-го советского МСП в Зволене.
Потери болгарских войск в ходе осуществления операции составили: 1 убитый часовой на посту (при этом похищен автомат), 8 раненых кадровых военнослужащих и 21 раненый солдат на срочной службе.